# Parafia św. Katarzyny w Starym Żmigrodzie
Parafia św. Katarzyny w Starym Żmigrodzie – parafia rzymskokatolicka znajdująca się w diecezji rzeszowskiej w dekanacie Nowy Żmigród. Erygowana w 1326 roku.
Parafia ma kościół filialny św. Floriana w Łysej Górze.

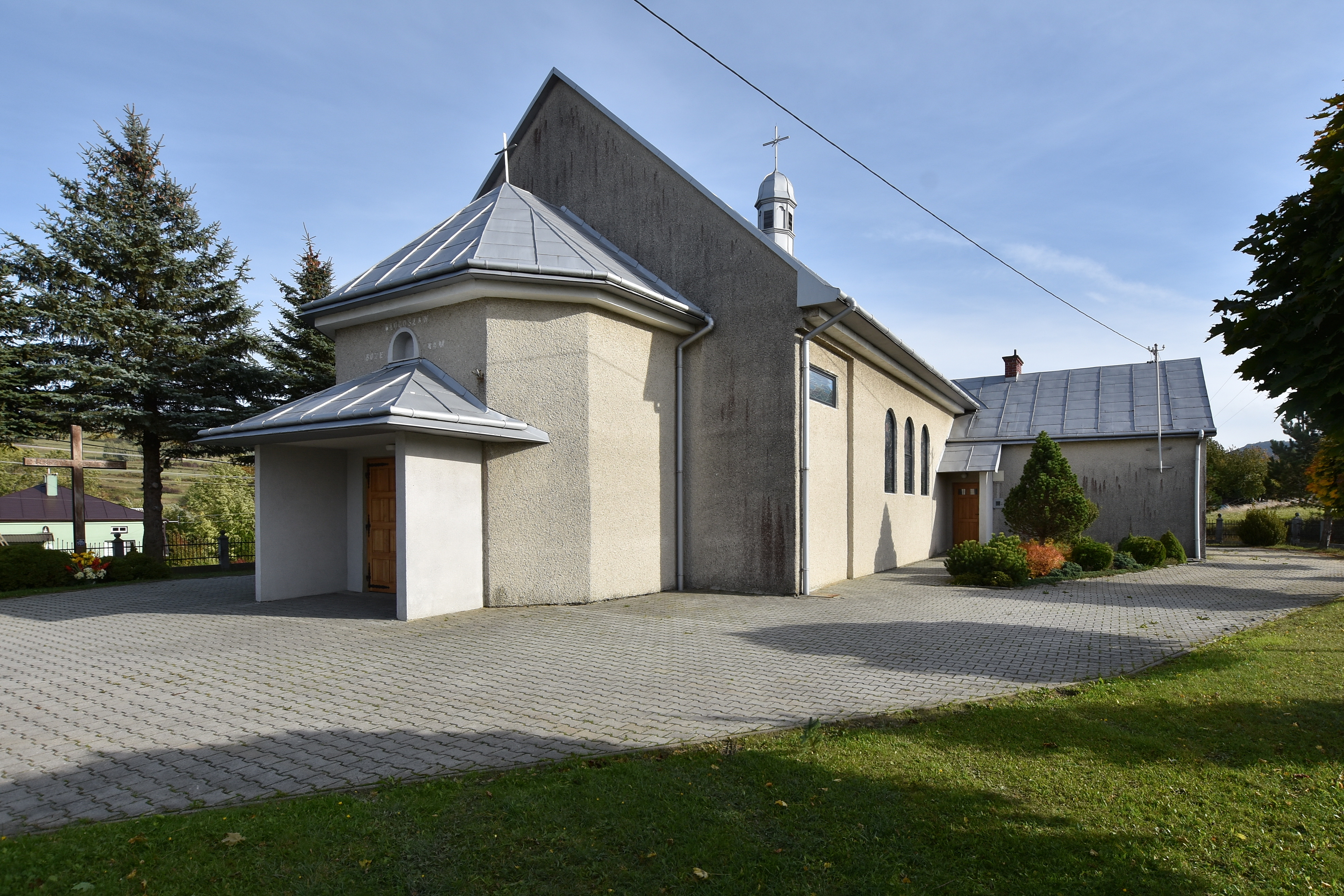
Kościół św. Floriana w Łysej Górze

## Proboszczowie i administratorzy parafii[1]
- Mikołaj – około 1326
- Sylwester – 1441–1444
- Piotr Solecki – około 1479
- Jakub z Chodcza – około 1596
- Szymon z Krosna – około 1602
- Andrzej Kozicki – ? – 1711
- Szymon Soczkowski – 1711–1721
- Jan Andrzej Kolankiewicz – 1721–1753
- Grzegorz Bełczykowski – 1754–1759
- Melchior Kuligowski – 1759–1763
- Andrzej Kubicki – 1763–1770
- Jakub Dubiszowski – 1770–1803
- Józef Słopnicki (administrator) – 1803–1804
- Józef Modła – 1804–1838
- Antoni Kraus (administrator) – 1838–1939
- Jan Styka – 1839–1848
- Józef Dombrowski (administrator) – 1848–1949
- August Przylibski – 1849–1857
- Jan Scholz – 1857–1877
- Jan Zwoliński (administrator) – 1877
- Ignacy Kędra – 1878–1904
- Stanisław Krakoś (administrator) – 1904
- Franciszek Wilczewski – 1904–1907
- Julian Beigert – 1907–1957
- Jan Kuźniar – 1957–1960
- Julian Urban (administrator) – 1960–1962
- Mieczysław Folta (administrator) – 1962–1964
- Marcin Pawul – 1964–1979
- Zbigniew Ciołek – 1979–1995
- Józef Ozga – 1995–2024[2]
- Ryszard Potęga (administrator) od 2024[3]